# Velika tamna pega
Velika tamna pega (oznaka GDS-89) jeste naziv za tamno mesto na površini Neptuna koje primećeno prvi put 1989. svemirskom sondom Vojadžer 2. Velika tamna pega predstavljala je ciklonski sistem, tj. oluju velike površine i intenziteta i po tome je slična Jupiterovoj Velikoj crvenoj pegi. Posmatranja pege nisu nastavljena nakon prolaska Vojadžer 2 sonde. Godine 1994. utvđeno je da je pega nestala.

## Otkriće i osobine
Velika tamna pega otkrivena je 1989. tokom prolaska NASA-ine svemirske sonde Vojadžer pored Neptuna. Otkriće pege predstavljalo je veliko iznenađenje za naučnike, budući da Neptun prima samo 3 procenta od Sunčeve svetlosti koja stiže do Jupitera i da je jedno od najhladnijih mesta u Sunčevom sistemu. Na osnovu ovog, očekivano je bilo da Vojadžerovi snimci prikažu "miran Neptun". Umesto toga, detektovana je pega eliptičnog oblika sa širinom (u ravni paralelnoj ekvatorijalnoj ravni Neptuna) od 13.000 km i dužinom od 6.600 km što predstavlja četvrtinu površine Velike crvene pege. Pri obodu pege izmereni su vetrovi jačine od oko 2500 km/h, najjači u Sunčevom sistemu tada, što pokazuje da je u pitanju veliki ciklon, tj. oluja, što je i priroda Velike crvene pege. Vojadžerova posmatranja tokom kratkog perioda prolska pored Neptuna pokazala su i d se veličina i oblik pege značajno menjaju. Nakon prolaska Vojadžera 2, pega nije ponovo posmatrana sve do fotografisanja teleskopom Habl 1994. godine kada je utvrđeno da je nestala.
Unutar pege jasno se izdvajaju bele strukture koje podsećaju na oblake u Zemljinoj atmosferi. Utvrđeno je da strukture predstavljaju oblake u gornjoj troposferi Neptuna koji su analogni cirusima u gornjim slojevima troposfere Zemlje, te da se sastoje od zaleđenog metana. Vreme života ovih oblaka bilo je oko 36 sati, znatno duže od vremena života oblaka na Zemlji.
Prilikom posmatranja 1994. godine otkrivena je nova tamna pega na Neptunu, ali na njegovoj severnoj hemisferi koja je ostala vidljiva nekoliko godina. Nakon toga, utvrđeno je da su tamne pege česta pojava u atmosferi Neptuna.
Velika tamna pega podstaknula je naučnike, zajedno sa pojavama na drugim gasovitim džinovima da preispitaju toplotni model za gasovite džinove u Sunčevom sistemu. Ranije se kao najvažniji izvor energije za gasovite džinove postulirala Sunčeva svetlost, no merenja temperature Jupitera i posmatranja pojava kao što je Velika tamna pega, doveli su do utvrđivanja da je za gasovite džinove najvažniji izvor energije unutrašnji, koji potiče od gravitacionog sažimanja Kelvin-Helmholcovim mehanizmom i radioaktivnog raspada teških elemenata u centru planete.